# Black Ark

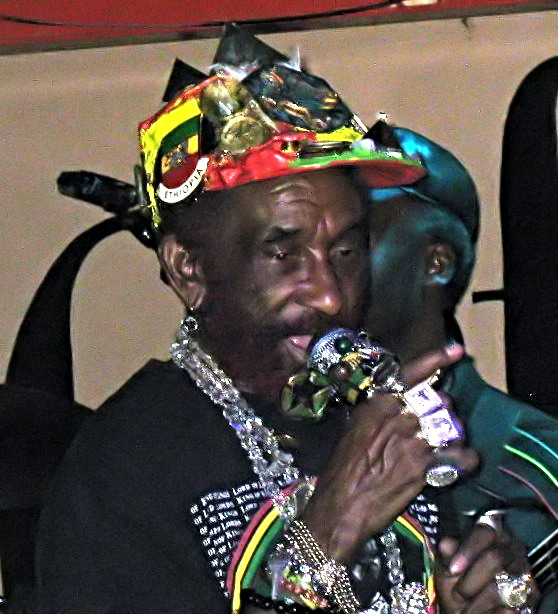
Lee "Scratch" Perry.

Le Black Ark fut le studio d'enregistrement du musicien et producteur de reggae Lee "Scratch" Perry, qui fut créé en 1974 dans la maison que Lee Perry avait achetée et dans laquelle il vivait au 5 Cardiff Crescent, dans la banlieue chic Washington Gardens de Kingston en Jamaïque. Électriquement, le studio fut conçu entièrement par King Tubby. Bien que ce matériel fut des plus modernes à l'ouverture du studio, il devint obsolète au fur et à mesure des années mais n'empêcha pas le Black Ark d'être le cadre de la création et de l'enregistrement des sons les plus novateurs de la deuxième moitié des années 1970. Il comportait une table de mixage Soundcraft, un magnétophone à bande Teac 4 pistes, une réverb à ressort Grampian et un module d'écho Roland Space Echo RE201, couplé à un prototype de phaser Mutron Bi-Phase.

## Innovations musicales
Un exemple de l'inventivité de Lee Perry était sa capacité à enregistrer sur un magnétophone 4 pistes de façon tellement précise qu'il surclassait en qualité sonore les autres producteurs jamaïquains utilisant les dernières innovations. Il combinait sans cesse les pistes pour en libérer une et enregistrer de nouveaux sons par-dessus. Il avait pour habitude d'intégrer dans ses titres des bruits inhabituels, enterrant un micro en bas d'un palmier pour obtenir un son très bas en frappant le tronc, utilisant des bruits de verre cassé, de pleurs d'enfants, des extraits de dialogues TV, ou encore faisant souffler Watty Burnett dans un rouleau de carton pour simuler une boîte à "meuh". Ce sont toutes ces techniques et notamment le grand nombre de couches sonores qui ont fait que le son du Black Ark est reconnaissable et unique. Paul Douglas a mentionné, « Scratch avait un son particulier et tout le monde était fasciné par son son. Il avait cette façon de rassembler les choses; C'était juste son son et cela a influencé beaucoup de gens. Je suis même allé au Black Ark avec Eric Gale pour cet album Negril (album); je me souviens de moi-même et Val Douglas, nous avons posé quelques pistes là, Eric Gale a surdubé des choses dessus, mais honnêtement, je ne me souviens pas de ce qui leur est arrivé. » Lee Perry et son studio ont été formateurs en créant le sous-genre de reggae appelé dub.

## La fin du Black Ark
En 1979, Lee "Scratch" Perry ayant déjà un comportement troublé depuis quelques années, après que sa femme l'eut quitté, mit le feu au studio qui lui avait permis de créer certains des sons les plus innovant de son époque. Selon des membres de la famille le studio aurait été détruit en 1983 à cause d'un problème électrique, après une tentative pour le reconstruire. Lee Perry a lui souvent affirmé qu'il l'avait détruit à cause d'esprits impurs se trouvant dans le studio (référence à des personnes indésirables qui se rendaient souvent au Black Ark).

En dépit de la musique incroyable et des vibes magiques de l'arche noire, vers la fin des années 1970, tout n'allait pas bien au royaume de Perry. Pique-assiettes et vagabonds ont commencé à lui taper sur les nerfs, et faire de la musique est devenu de plus en plus difficile.
Les sessions d'enregistrement-marathons carburées à la ganja et à l'alcool a commencé à se faire sentir sur le travail. Island Records avait considéré certains de ses plus grands enregistrements comme insortables. Le Black Ark est également devenu la cible de bandits locaux qui ont commencé à faire pression pour obtenir de l'argent de protection.
La relation de Perry avec sa femme a commencé à tomber en morceaux. Les demandes polies et moins polies n'ont pas réussi à faire sortir les "mauvaises herbes" de son jardin ; bientôt, Scratch s'est tourné vers de méthodes plus étranges pour se débarrasser des indésirables rudeboys. Le Black Ark a bientôt atteint le point d'ébullition, et un point de non retour pour Perry.
L'arche noire avait cessé de fonctionner dès 1979. Grillé physiquement, mentalement, et spirituellement, Lee Perry et son studio sont tombés en morceaux. Son épouse Pauline l'abandonne, prenant les enfants avec elle. Perry se retrouve sur une corde raide entre l'imagination et la réalité, et le départ de sa famille a semblé l'enfoncer un peu plus dans le chaos.
Une nouvelle et inquiétante personne a émergé, et tandis que Perry déclarait que c'était une démarche volontaire pour nettoyer la maison de gens qu'il ne voulait plus autour de lui, l'humeur de l'Upsetter était clairement sujet d'inquiétudes. Les visiteurs et les journalistes sont arrivés chez Lee Perry pour le trouver vénérant des bananes, vandalisant le studio, et débitant de longues et violentes diatribes. Des bobines de bandes étaient répandues sur le plancher, et les appareils d'enregistrement étaient presque inutilisables en raison des dommages de l'eau qui perfusait à travers le toit troué. Le studio jadis puissant était maintenant plus ou moins un dépotoir.
En avril 1979, Perry a reçu une visite de Henk Targowski, un imprésario et le propriétaire du Black Star Liner, une maison de production et de distribution basée en Hollande. Targowski a voulu distribuer la musique de Lee Perry, mais n'était pas préparé à la folie qu'il rencontrait au Black Ark. Avec quelques associés, Targowski décide de tenter une opération de sauvetage du studio, essayant de remettre le studio en état de marche. Financé par la Black Star Liner, le travail de reconstruction a progressé tout au long de l'année 1980, du nouvel équipement a été commandé et installé. Au printemps 1980, cependant, le projet de restauration a été abandonné, et l'équipe de la Black Star Liner quitte la Jamaïque pour de bon. Ce qui avait été soigneusement reconstruit fut vandalisé, démonté et détruit par Perry.
En 1981, avec sa vie et son studio en ruines, l'Upsetter quitte la Jamaïque et passe son temps New York, et joue dans des concerts de groupes locaux de reggae. Une série de grands concerts a lieu, notamment avec les Clash à New York en juin 1982. Perry retourne alors en Jamaïque, et commence peu après à enregistrer un nouvel album, "Mystic Miracle Star". Il semble qu'après deux ans de confusion, Lee Perry a retrouvé la forme. Cependant, le désastre était juste au coin de la rue.
Un matin de 1983, le Black Ark Studio fut détruit. L'incendie a fait rage dans la structure en béton, la température à l'intérieur devint si intense que le toit a finalement été soufflé. Le studio, source d'une partie de la musique la plus puissante jamais enregistrée, tombe progressivement en ruines. "The Black Ark was too black and too dread, " Perry expliqua plus tard. "Bien que je sois noir, je me dois de le brûler, pour sauver mon esprit. Il était trop noir. Il voulait m'avaler" La destruction ardente de l'arche noire est devenue un point-clé dans la légende Lee Perry. Lee Perry a clamé plusieurs fois qu'il avait brûlé le studio lui-même dans un accès de frustration, mais il est probable que nous ne sachions jamais la cause exacte du feu -- s'il a été allumé de la propre main de Perry ou provoqué par un problème électrique --mais la destruction du Black Ark Studio fut complète.